# 반모음
반모음(半母音, 영어: semivowel) 또는 반자음(영어: semiconsonant) 또는 활음(滑音, 영어: glide)은 /이, 우, 으/같은 모음의 음가를 가지고 있지만 위턱 조음점과 아랫턱 조음체 사이에 만드는 틈이 좁고 지속 시간도 짧아서 자음의 자리에만 나오는 소리다. 조음 방법으로서는 접근음(接近音, 영어: approximant)에 속한다. 또 모음과 비슷하지만 독립적이지 못하고 후속하는 모음으로 합류하듯 움직이는 특성에 따라 활음이라고도 한다.  

## 국제 음성 기호
|          | 단일 조음         | 이중 조음              |
| -------- | ----------------- | ---------------------- |
| 경구개음 | [j] 경구개 접근음 | [ɥ] 양순 경구개 접근음 |
| 연구개음 | [ɰ] 연구개 접근음 | [w] 양순 연구개 접근음 |

## 한국어
한국어에서 반모음은 단독으로 나타나지 않고 이중모음의 첫소리에서만 나타난다.
- /야, 여, 요, 유, 예, 얘/의 자음 - 경구개 접근음 [j]
- /의/의 자음 - 연구개 접근음 [ɰ]
- /와, 워, 왜, 웨/의 자음 - 양순 연구개 접근음 [w]

## 같이 보기
- 이중모음
- 성절 자음
- 양순 연구개 접근음